# Саї малий
Са́ї малий (Iridophanes pulcherrimus) — вид горобцеподібних птахів родини саякових (Thraupidae). Мешкає в Андах. Це єдиний представник монотипового роду Малий саї (Iridophanes). Малий саї є сестринським видом по відношенню до великого саї з монотипового роду Chlorophanes.

## Підвиди
Виділяють два підвиди:
- I. p. pulcherrimus (Sclater, PL, 1853) — Колумбія (долина Магдалени в Уїлі, східні схили Анд на південь від Какети), східні схили Анд в Еквадорі і Перу (на південь до Куско);
- I. p. aureinucha (Ridgway, 1879) — західні схили Анд в Колумбії (на південь від Вальє-дель-Кауки) та на північному заході Еквадору (Карчі, Есмеральдас, Пічинча).

## Поширення і екологія
Малі саї мешкають в Колумбії, Еквадорі і Перу. Вони живуть в кронах вологих гірських тропічних лісів та на узліссях. Зустрічаються на висоті від 1000 до 2150 м над рівнем моря, переважно на висоті до 1700 м над рівнем моря.